# Verwijten
Verwijten is het 'iets' kwalijk nemen van jezelf of iemand anders, het is een uiting van emotie.
Meestal is dat 'iets' een daad of het nalaten van een daad, maar het kan ook betrekking hebben op een eigenschap.
Verwijten gaat verder dan het emotioneel neutrale "schuld hebben aan". Of men nu schuld of geen schuld heeft aan een daad of eigenschap, bij een verwijt ontstaat een emotionele onbalans, die vraagt om een vorm van vergelding: woede of haat, of nog beter om het wegnemen van de oorzaak van het ontstaan bij degeen die het verwijt geldt.